# Christopher Rinke
Christopher „Chris” Rinke (ur. 26 października 1960 w Port Coquitlam) – kanadyjski zapaśnik w stylu wolnym. Brązowy medalista olimpijski z Los Angeles 1984 i uczestnik olimpiady w Seulu w 1988 roku. Brązowy medalista Igrzysk Panamerykańskich z 1983 roku. Dwukrotny złoty medalista Igrzysk Wspólnoty Narodów. Trzeci w Pucharze Świata w 1982; czwarty w 1984 i piąty w 1990 roku.